# NAT8B
NAT8B (англ. N-acetyltransferase 8B (putative, gene/pseudogene)) – білок, який кодується однойменним геном, розташованим у людей на 2-й хромосомі. Довжина поліпептидного ланцюга білка становить 227 амінокислот, а молекулярна маса — 25 366.
| 10         |  | 20         |  | 30         |  | 40         |  | 50         |
| ---------- |  | ---------- |  | ---------- |  | ---------- |  | ---------- |
| MAPYHIRKYQ |  | ESDRKSVVGL |  | LSGGMAEHAP |  | ATFRRLLKLP |  | RTLILLLGGA |
| LALLLVSGSW |  | ILALVFSLSL |  | LPALWFLAKK |  | PWTRYVDIAL |  | RTDMSDITKS |
| YLSECGSCFW |  | VAESEEKVVG |  | TVGALPVDDP |  | TLREKRLQLF |  | HLSVDNEHRG |
| QGIAKALVRT |  | VLQFARDQGY |  | SEVVLDTSNI |  | QLSAMGLYQS |  | LGFKKTGQSF |
| FHVWARLVDL |  | HTVHFIYHLP |  | SAQAGRL    |  |            |  |            |

A: Аланін

C: Цистеїн

D: Аспарагінова кислота

E: Глутамінова кислота

F: Фенілаланін

G: Гліцин

H: Гістидин

I: Ізолейцин

K: Лізин

L: Лейцин

M: Метіонін

N: Аспарагін

P: Пролін

Q: Глутамін

R: Аргінін

S: Серин

T: Треонін

V: Валін

W: Триптофан

Кодований геном білок за функціями належить до трансфераз, ацилтрансфераз. 
Локалізований у мембрані, ендоплазматичному ретикулумі.